# Wohlen
Wohlen é uma comuna da Suíça, no Cantão Argóvia, com cerca de 13.932 habitantes. Estende-se por uma área de 12,48 km², de densidade populacional de 1.116 hab/km². Confina com as seguintes comunas: Bremgarten, Büttikon, Dottikon, Fischbach-Göslikon, Hägglingen, Niederwil, Villmergen, Waltenschwil.
A língua oficial nesta comuna é o Alemão.